# يرزي سنوبك
يرزي سنوبك (بالبولندية: Jerzy Snoppek)‏ (4 أبريل 1904 – 1944) هو ملاكم بولندي راحل، مثّل بلاده في الألعاب الأولمبية الصيفية 1928.

## روابط خارجية
يرزي سنوبك على موقع أوليمبيديا (الإنجليزية)